# Principe des dosages
Pour un article plus général, voir Dosage.
Doser (ou titrer) une espèce chimique (molécule ou ion) dans une solution c'est déterminer la concentration molaire de cette espèce dans la solution considérée, ou, ce qui est équivalent, la quantité de cette espèce dans un volume déterminé de la solution.
On dira par exemple que l'on a dosé les ions fer (II) dans une solution de sulfate de fer (II) et que la valeur obtenue est [Fe2+(aq)] = 0,015 mol·l-1.
En analyse biologique, le dosage du cholestérol dans le sang conduit, par exemple à une valeur de 6,50 mmol·l-1 (souvent exprimée sous forme d'une concentration massique : 2,52 g·l-1).

## Les méthodes de dosage

### Les méthodes non destructives
Il arrive fréquemment que la valeur ρ d'une grandeur physique mesurable sur la solution soit directement liée à la concentration [X] d'une espèce X présente dans la solution ou à la concentration c de l'espèce mise en solution :
ρ = f([X]) ou ρ = f(c)
Ainsi :
- l'indice de réfraction n d'une solution de saccharose dépend de la concentration du soluté n = f(c) ;
- l'absorption de la lumière par une solution de permanganate de potassium dépend de la concentration molaire de cet ion dans la solution ;
- la conductance G d'une solution ionique dépend de la concentration c du solide ionique MX(s) mis dans une solution aqueuse : G = f(c). La mesure G permet d'obtenir la valeur c .

Ces méthodes de dosage ne modifient en rien la solution soumise au dosage qui peut être récupérée sans modification après les mesures. Pour cette raison, ces méthodes de dosage sont qualifiées d'analyses non destructives.

### Les dosages directs ou destructifs
Lorsqu'il n'existe pas de méthode d'analyse non destructive, on doit réaliser une transformation chimique entre la solution à analyser et une autre solution, mais cette réaction détruit la solution à analyser.
En général, la solution contenant l'espèce à doser est placée dans un bécher  ; elle contient le réactif titré. La solution qui réagit avec cette première solution est contenue dans une burette graduée ; elle contient le réactif titrant.
Avec la burette on verse progressivement le réactif titrant dans le réactif titré.

## La réaction de dosage et l'équivalence

### La réaction de dosage
Lors du dosage, il s'effectue une réaction chimique entre le réactif titré et le réactif titrant. Cette réaction porte le nom de réaction de dosage ; il peut s'agir d'une réaction acido-basique, d'une réaction d'oxydo-réduction (redox)… Pour qu'une réaction chimique puisse être utilisée comme réaction de dosage, il faut qu'elle soit :
- spécifique, c'est-à-dire non perturbée par une autre réaction ayant les mêmes réactifs mais des produits différents,
- totale, c'est-à-dire que la réaction fasse disparaître au moins l'un des deux réactifs mis en présence,
- et rapide, c'est-à-dire qu'elle parvienne à son terme soit de manière instantanée, soit dans un temps bref.

### L'équivalence
L'étude de la réaction de dosage va permettre de déterminer la concentration recherchée. La question qui se pose est la suivante : jusqu'à quel moment faut-il verser la solution contenant le réactif titrant, en concentration molaire connue ? On verse la solution de réactif titrant dans la solution contenant le réactif titré, jusqu'à ce que ce dernier ait totalement réagi. On dit alors qu'on est à l'équivalence. À l'équivalence, le réactif titré et le réactif titrant ont été entièrement consommés. L'avancement x de la réaction de dosage atteint alors sa valeur maximale, notée xéq.
Remarque : pour la réaction de dosage, le réactif limitant est :
- avant l'équivalence : le réactif titrant ;
- après l'équivalence : le réactif titré.

## Comment repérer l'équivalence?
Au cours d'un dosage, l'objectif principal est de repérer l'équivalence. Il existe de nombreuses possibilités. L'équivalence peut être repérée par :
- un changement de couleur du milieu réactionnel ou d'un indicateur coloré que l'on a introduit dans le milieu réactionnel (variation dans le spectre d'absorption de la solution) ;
- une variation brusque du pH ;
- etc.

Le point d'équivalence est à déterminer avec des mesures précises de grandeurs physiques directement liées à la composition de la solution. Lorsque ces données sont sous forme de graphiques, l'équivalence correspond à un point d'inflexion de la courbe (le second lorsque l'ion est diprotique, pour les ions triprotiques, il existe deux points d'équivalence).